# Saint-Yzan-de-Soudiac
Saint-Yzan-de-Soudiac is een gemeente in het Franse departement Gironde (regio Nouvelle-Aquitaine). De plaats maakt deel uit van het arrondissement Blaye. Saint-Yzan-de-Soudiac telde op 1 januari 2022 2.577 inwoners.

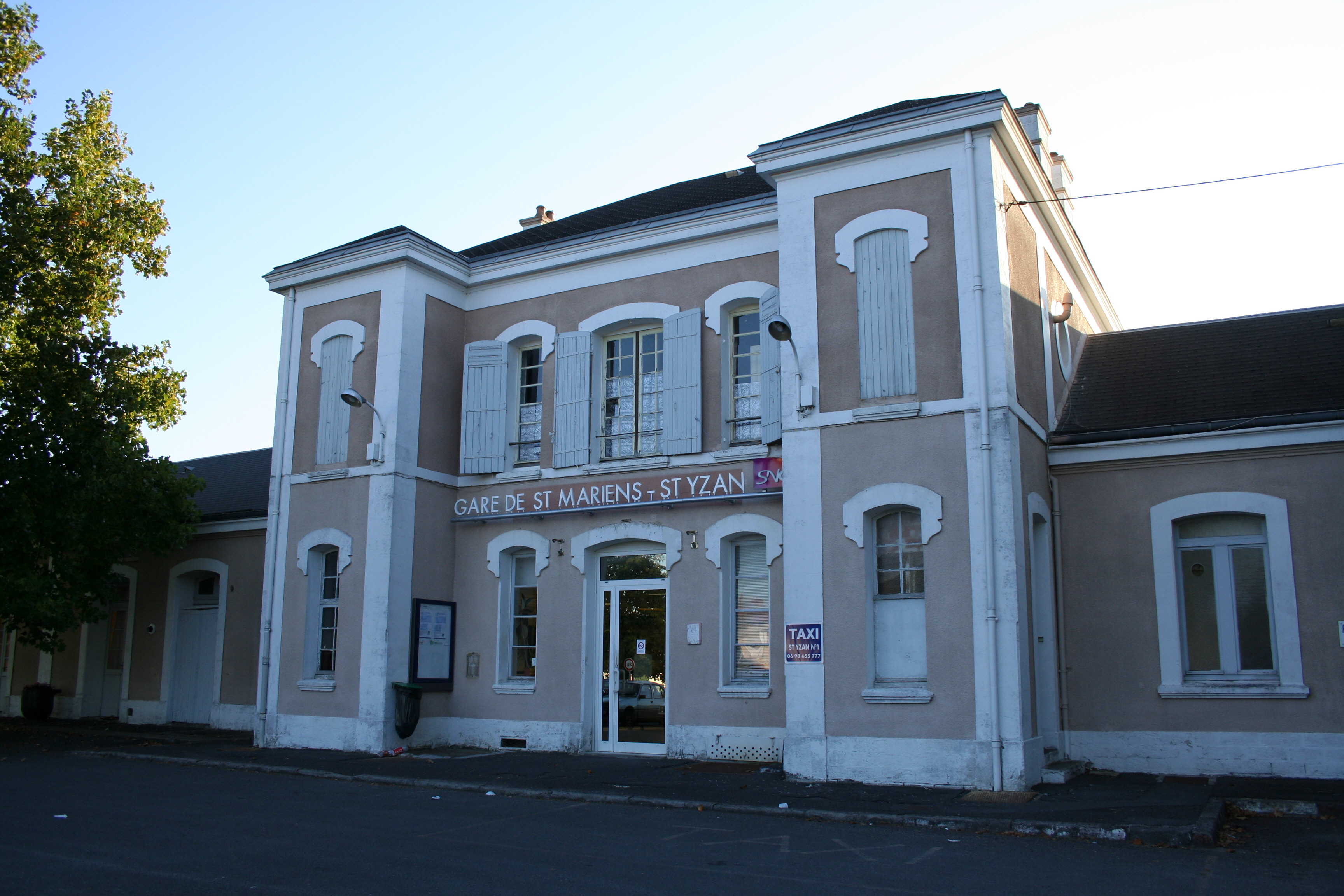
Station van Saint-Yzan-de-Soudiac
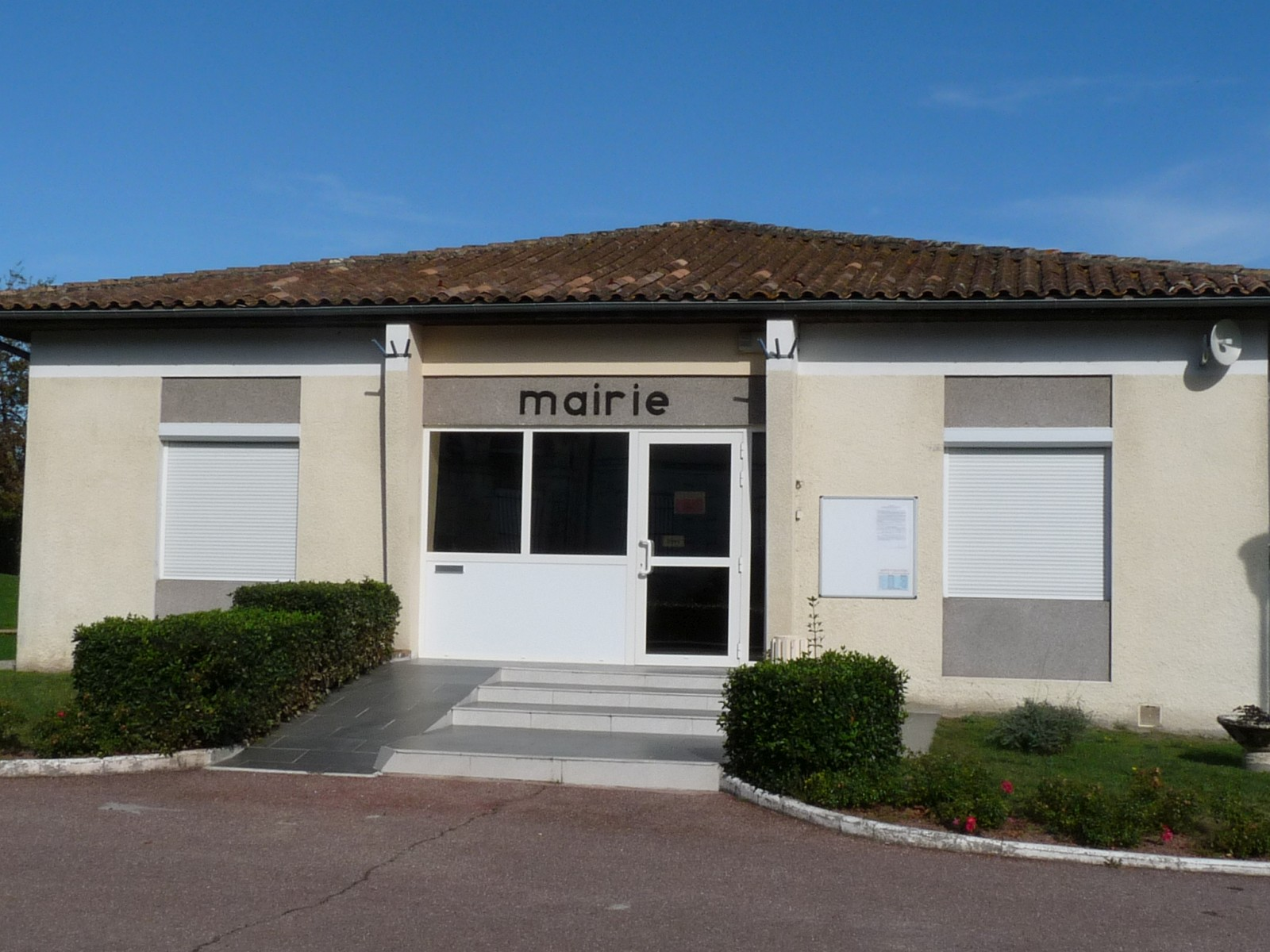
Gemeentehuis

## Geografie
De oppervlakte van Saint-Yzan-de-Soudiac bedroeg op 1 januari 2022 11,14 vierkante kilometer; de bevolkingsdichtheid was toen 231,3 inwoners per km².

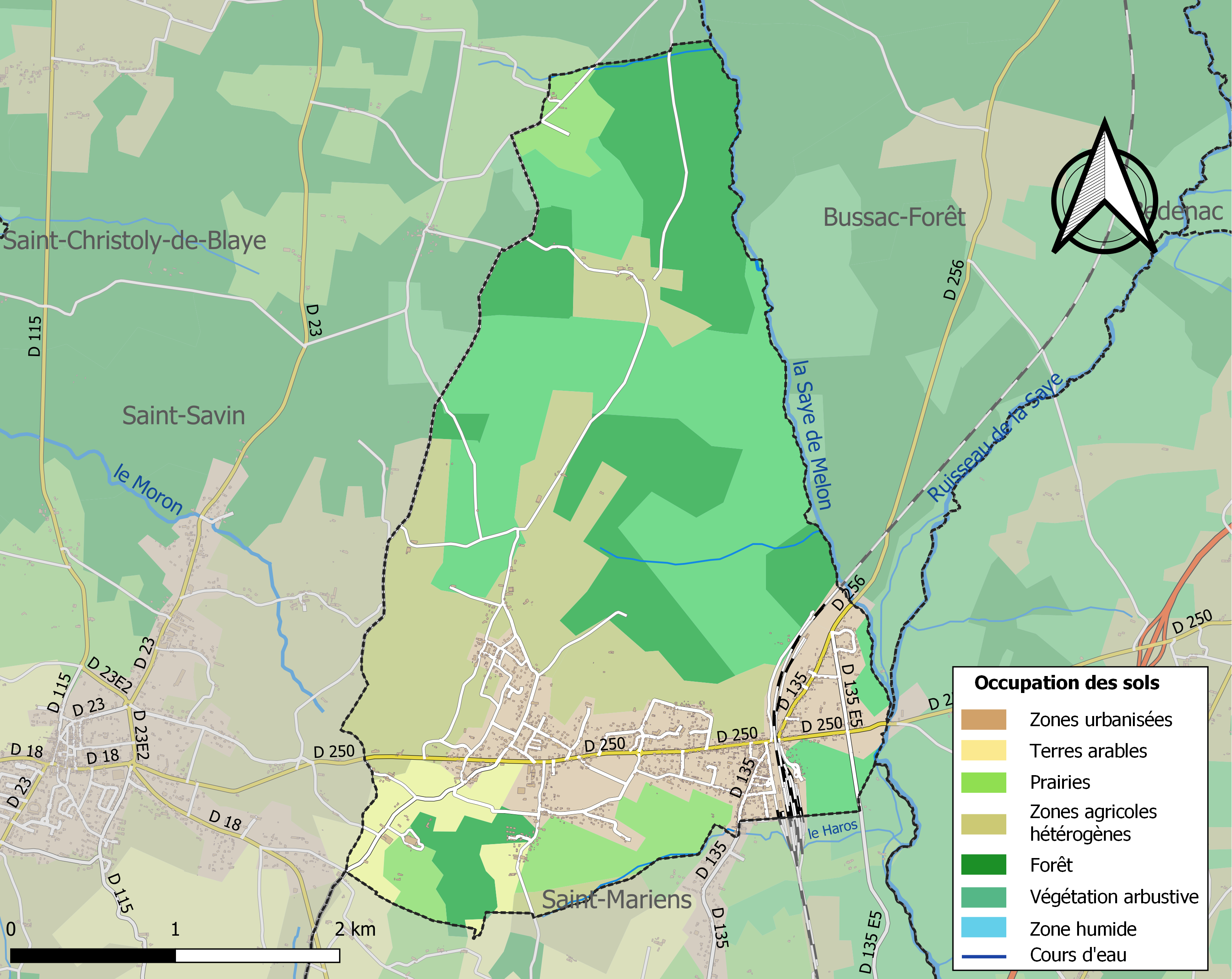
Kaart van de gemeente met belangrijkste infrastructuur, bodemgebruik en omliggende gemeenten

## Verkeer en vervoer
In de gemeente ligt de spoorweghalte Saint-Mariens - Saint-Yzan.

## Demografie
Onderstaande figuur toont het verloop van het inwonertal (bron: INSEE-tellingen).